# Bavand Karim
Bavand Karim (em idioma persa:باوند کریم Bavand Karimzadeh; 10 de fevereiro de 1979) é um cineasta iraniano-americano que tem produzido, dirigido e editado uma grande quantidade de trabalhos cinematográficos, tanto no cinema como na televisão.

## Biografia

### Educação
Karim estudou na secundária J.J. Pearce em Richardson, Texas. Obteve o título de Mestre de Belas Artes em Cinema e Televisão na Escola de Artes de Meadows da Universidade Metodista Meridional em 2010.

### Cinema e televisão
O seu primeiro documentário, Nation of Exiles, foi exibido em importantes eventos internacionais no Brasil, Itália, França, Espanha e no Reino Unido. A sua longa-metragemde 2014, Hate Crimes in the Heartland, ganhou o prémio Paul Robeson na categoria de melhor documentário no Newport Black Filme Festival. Tem registado créditos de produção e edição em importantes filmes de Hollywood como The Hangover III, Captain America: The Winter Soldier, Anchorman 2 e Maps to the Stars.
Karim é o produtor executivo da série de televisão Dingo Suede: Private Detective, a qual recebeu o prémio Cincinnati Cable Access Blue Chip em 2014, na categoria de melhor programa de entretenimento. Também escreveu e produziu o programa de variedades Dig In DFW, apresentado por FOX 4 em Dallas, e Ronnie & The Others, um talk show emitido desde Cincinnati.
Karim é dono da companhia de produção independente Be Positive Pictures e é produtor na companhia de documentários vencedora de um prémio Emmy Lioness Média Arts. É também professor de artes visuais no Emerson College de Boston.

## Filmografia

### Como produtor
- 2017 - Maren's Rock: A Virtual Reality Filme (curta)
- 2016 - Sing That Thing (TV)
- 2015 - Hate Crimes in the Heartland (documentário)
- 2014 - Ronnie & the Others (TV)
- 2014 - A Day in the Life of a SuperHero: Part I (curta)
- 2013 - Dingo Suede: Private Detective (TV)
- 2013 - Marcism (TV)
- 2011 - A Conversation with David Mack (documentário)
- 2011 - NorseMedia Presents: Jesse Thomas
- 2011 - Dig In (TV)
- 2010 - The Wedding (curta)
- 2010 - Etruscan Odyssey: Expanding Archaeology (curta)
- 2010 - Nation of Exiles (documentário)
- 2010 - Thorn
- 2009 - In the Zone (curta)
- 2008 - A Fragment (curta)
- 2007 - The Seventh Step (curta)